# Protapanteles politus
Protapanteles politus är en stekelart som först beskrevs av Riley 1881.  Protapanteles politus ingår i släktet Protapanteles och familjen bracksteklar. Inga underarter finns listade i Catalogue of Life.